# Distribució del sant grial
En economia i finances, una distribució del sant grial és una distribució de probabilitat amb una mitjana positiva i una cua de greix dreta: un perfil de rendiments d'un vehicle d'inversió hipotètic que produeix petites rendibilitats centrades en zero i de vegades presenta rendiments positius desmesurats.
La distribució dels rendiments històrics de la majoria de classes d'actius i gestors d'inversions està negativament esbiaixada i presenta una cua esquerra grossa (rendiments negatius anormals). Les classes d'actius solen tenir forts rendiments negatius quan es produeixen crisis de borsa. Per exemple, a l'octubre de 2008 les accions, la majoria de fons de cobertura, béns arrels i bons corporatius van patir fortes correccions de preus a la baixa. Al mateix temps, els vehicles que seguien la distribució del Sant Grial, com ara el dòlar nord-americà (com a índex DXY), els bons del tresor i determinades estratègies de fons de cobertura que van comprar permutes per incompliment de crèdit (CDS) i altres instruments derivats van tenir un fort rendiment positiu. Les forces del mercat que van empènyer la primera categoria d'actius a la baixa van fer pujar aquesta darrera categoria.
La protecció d'una cartera d'inversions diversificada contra les caigudes del mercat (esdeveniments extrems) es pot aconseguir mitjançant l'ús d'un enfocament de paritat de risc final, assignant una part de la cartera a una estratègia de protecció contra el risc de cua, o a una estratègia amb el Sant Grial. distribució de rendiments.
Un instrument financer o estratègia d'inversió que segueix una distribució del Sant Grial és una cobertura perfecta per a un instrument que segueix la distribució de Taleb. Quan un vehicle d'inversió "Taleb" pateix una pèrdua inusual, una cobertura perfecta mostra un fort rendiment que compensa aquesta pèrdua (ambdós valors atípics s'han de produir al mateix temps).
Els professionals solen distingir entre una distribució del Sant Grial i els rendiments de la inversió que es generen a partir d'una distribució de Taleb invertida, una distribució "menys-Taleb". La sèrie de retorns de la primera té una mitjana positiva mentre que els rendiments de la segona tenen una mitjana negativa. Per exemple, mantenir la protecció contra les caigudes del mercat mantenint una exposició a una opció de venda fora de diners en un índex de mercat segueix una distribució "-Taleb" perquè les primes d'opcions s'han de pagar per mantenir la posició i les opcions tendeixen a caduca sense valor en la majoria dels casos. Quan un mercat ven amb força, aquestes opcions es retornen i generen un valor atípic fort positiu que inclou la distribució "menys-Taleb".